# فرانك بينيدا
فرانك بينيدا (بالإسبانية: Frank Pineda)‏ هو مخرج نيكاراغوي، ولد في 21 يناير 1956 في إستيلي في نيكاراغوا.

## وصلات خارجية
- فرانك بينيدا على موقع IMDb (الإنجليزية)
- فرانك بينيدا على موقع أول موفي (الإنجليزية)
- فرانك بينيدا على موقع قاعدة بيانات الأفلام السويدية (السويدية)
- فرانك بينيدا على موقع قاعدة بيانات الفيلم (الإنجليزية)
- فرانك بينيدا على موقع كينوبويسك (الروسية)